# تسلسل منظم
التسلسل المنظم هو قطعة من جزيء حمض نووي قادرة على زيادة أو إنقاص التعبير عن جين محدد داخل كائن ما. تنظيم التعبير الجيني هو ميزة أساسية لدى كل الكائنات الحية والفيروسات.

## وصف
في الدنا يحدث تنظيم التعبير الجيني عادة على مستوى الاصطناع الحيوي للرنا (نسخ)، ويتم عبر تسلسل-خاص بارتباط البروتينات (عوامل النسخ) التي تنشط أو تثبط النسخ. قد تتصرف عوامل النسخ كمنشطات أو مثبطات أو كلاهما. تعمل المثبطات على منع بوليميراز الرنا من تكوين مركبات منتجة مع مع منطقة بداية النسخ (محفز)، في حين تسهل المنشطات تشكيل المكربات المنتجة. علاوة على ذلك، ظهر بأن نمطيات الدنا يمكن التوقع توقع التغيرات الإيبيجينومية بواسطتها، وهذا يدل على أن عوامل النسخ تلعب دورا في تنظيم الإيبيجينوم.
في الرنا، قد يظهر التنظيم على مستوى الاصطناع الحيوي للبروتين (الترجمة)، قص الرنا، وصل الرنا أو إنهاء النسخ. التسلسلات المنظمة لها صلة بجزيئات الرنا الرسول، حيثُ تُستخدم لتنظيم اصطناع الرنا الرسول أو الترجمة. تربط العديد من الجزيئات البيولوجية بالرنا لإتمام هذا التنظيم، بما في ذلك البروتينات ( مثبطات الترجمة وعوامل الوصل)، جزيئات رنا أخرى (الرنا الميكروي) والجزيئات الصغيرة، في حالة الريبوسوتشات
البحث لإيجاد المناطق التنظيمية في جينوماتِ مختلف أنواع الكائنات قيد عملية التنفيذ. تحتوي التسلسلات المحفوظة غير المشفرة على مناطق منظمة، ولهذا هي في الغالب موضع لهذه الأبحاث.

## أمثلة
- صندوق CAAT
- عامل (أحياء)
- صندوق بربنو
- صندوق TATA
- عنصر SECIS، رنا رسول
- إشارات تذييل بعديد الأدينيلات، رنا رسول
- صندوق E